# 1803 en mathématiques
Cet article présente les faits marquants de l'année 1803 en mathématiques.

## Naissances

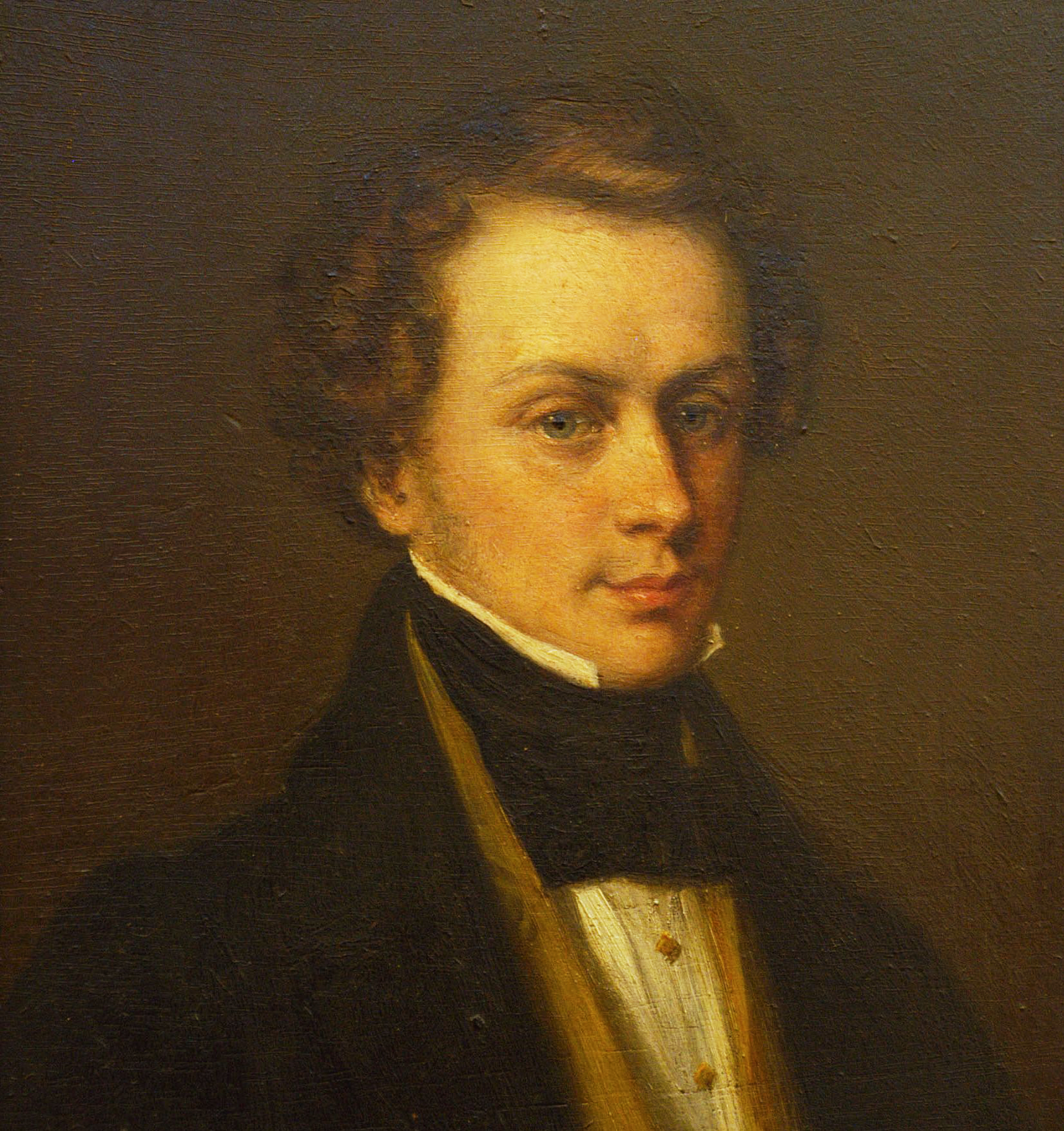
Christian Doppler

- 1er janvier : Guglielmo Libri Carucci dalla Sommaja (mort en 1869), mathématicien et bibliophile italien.
- 26 mars : John William Lubbock (mort en 1865), banquier, mathématicien et astronome britannique.
- 10 août : Juan Manuel Cajigal y Odoardo (mort en 1856), mathématicien et homme politique vénézuélien.
- 29 septembre : Charles Sturm (mort en 1855), mathématicien français d'origine allemande.
- 22 novembre : Giusto Bellavitis (mort en 1880), mathématicien et homme politique italien.
- 29 novembre : Christian Doppler (mort en 1853), mathématicien et physicien autrichien.

## Décès
- 8 avril : Louis François Antoine Arbogast (né en 1759), mathématicien français.
- 24 août : Gregorio Fontana (né en 1735), mathématicien italien.